# Copa Campeonato 1907
La Copa Campeonato 1907 fu vinta dall'Alumni Athletic Club.

## Classifica finale
|     | Classifica finale    | Pti | G  | V  | N | P  | GF | GS | DR  |
| --- | -------------------- | --- | -- | -- | - | -- | -- | -- | --- |
| 1.  | Alumni               | 37  | 20 | 17 | 3 | 0  | 76 | 13 | +63 |
| 2.  | Estudiantes (BA)     | 31  | 20 | 13 | 5 | 2  | 51 | 25 | +26 |
| 3.  | San Isidro           | 25  | 20 | 11 | 3 | 6  | 51 | 31 | +20 |
| 4.  | Quilmes              | 24  | 20 | 11 | 2 | 7  | 44 | 31 | +13 |
| 5.  | Belgrano Athletic    | 23  | 20 | 10 | 3 | 7  | 26 | 26 | +0  |
| 6.  | Porteño              | 22  | 20 | 8  | 6 | 6  | 42 | 41 | +1  |
| 7.  | Reformer             | 17  | 20 | 8  | 1 | 11 | 36 | 53 | -17 |
| 8.  | Argentino de Quilmes | 16  | 20 | 6  | 4 | 10 | 23 | 50 | -27 |
| 9.  | Lomas                | 11  | 20 | 4  | 3 | 13 | 21 | 50 | -29 |
| 10. | San Martín Athletic  | 10  | 20 | 4  | 2 | 14 | 24 | 70 | -46 |
| 11. | Barracas Athletic    | 4   | 20 | 2  | 0 | 18 | 17 | 21 | -4  |

## Classifica marcatori[1]
| Gol |  |  | Giocatore    | Squadra |
| --- |  |  | ------------ | ------- |
| 24  |  |  | Eliseo Brown | Alumni  |